# Edvard Salomon Heyman
Edvard Salomon Heyman, född 15 oktober 1827 i Göteborg, död 29 mars 1881 i Göteborg, var en svensk grosshandlare och politiker.
Heyman studerade vid Göteborgs handelsinstitut på 1840-talet och anställdes vid firman S.J. Heyman. 1856 erhöll han burskap i Göteborg och blev därefter delägare i firman; burskap gav innehavaren politiska rättigheter. Han var även styrelseledamot för Sveriges Allmänna Sjöförsäkrings AB.
Åren 1869-76 var han ledamot av Göteborgs stadsfullmäktige och erhöll ett flertal kommunala uppdrag. 